# Алтайка
Алта́йка (каз. Алтайка) — село у складі Алтайського району Східноказахстанської області Казахстану. Входить до складу Нікольського сільського округу.
Населення — 36 осіб (2021; 51 у 2009, 187 у 1999, 191 у 1989).
Національний склад станом на 1989 рік:
- росіяни — 62 %
- казахи — 28 %